# Agulhas (tauromaquia)
Parte proeminente do cachaço do touro, por onde deve penetrar a espada na sorte de matar, para que a estocada seja perfeita na sua execução e efectiva no seu objectivo. Emprega-se também o termo para designar as hastes do touro.